# رساله‌ای در باب مدارا
رساله‌ای در باب مدارا (به فرانسوی: Traité sur la toléranc) اثری از ولتر فیلسوف فرانسوی است که در سال ۱۷۶۳ منتشر شد و در آن خواهان تحمل مذهبی است و تعصب مذهبی را هدف قرار می‌دهد. به‌ویژه یسوعی‌ها (که تحصیلات اولیه او تحت نظر آن‌ها بوده‌است) که همه خرافات پیرامون ادیان را متهم می‌کردند.

## زمینه
کار ولتر به دنبال محاکمه ژان کالاس (۱۷۶۲–۱۶۹۸)، یک تاجر پروتستان فرانسوی است که متهم به قتل پسرش مارک-آنتوان و به‌خاطر جلوگیری از تغییر مذهبش به کلیسای کاتولیک است. کالاس در ۱۰ مارس ۱۷۶۲، پس از شکنجه در تولوز اعدام شد. او هرگز به جنایتش، که کاملاً فاقد مدرک بود اعتراف نکرد. کالاس در واکنش به یک گروه خشمگین و غیرتی، از قضات محلی اعدام شد. ولتر که تحت‌تأثیر بی‌عدالتی شدید پرونده قرار گرفته بود، دست به کارزار خصوصی و عمومی زد، تا ژان کالاس را تبرئه کند. او با این کار تعصب کاتولیک را به نمایش گذاشت. در سال ۱۷۶۵، پس از این‌که لویی پانزدهم رئیس دادگاه را برکنار کرد و پرونده توسط دادگاه دیگری مورد رسیدگی مجدد قرار گرفت، کالاس از مرگ تبرئه شد و خانواده او ۳۶ هزار فرانک پرداخت کردند.

استدلال ولتر در عبارات زیر نشان داده شده‌است:
«حدود چهل میلیون نفر در اروپا وجود دارند که عضو کلیسای روم نیستند، آیا باید به هر یک از آن‌ها بگوییم: «آقا، از آن‌جایی که شما لعنت‌ناپذیر هستید، من نه با شما چیزی می‌خورم، نه صحبت می‌کنم و نه ارتباطی با شما دارم. شما که هستید؟»
«ای همه پرستندگان خدای صلح! اگر قلب بی‌رحمی دارید، اگر درحالی‌که او را می‌پرستید، تمام قانونش از این چند کلمه تشکیل شده‌است: «خدا، و همسایه خود را دوست بدار».»
«من همه مردگان اعصار گذشته و خود ما را در حضور او می‌بینم. آیا مطمئن هستید که خالق و پدر ما به کنفوسیوس حکیم و نیکوکار، به سولون قانون‌گذار، به فیثاغورس، زالئوکوس، سقراط، افلاطون، آنتونین‌های الهی، تراژان خوب، به تیتوس، خوشی‌های بشریت، به اپیکتت خواهد گفت: «برو هیولا، برو و عذاب‌هایی را تحمل کن که از نظر شدت و مدت بی‌نهایت است. عذاب تو مانند من جاودانه باشد. اما شما عزیزان من، ژان شاتل، راویلاک، دیمین، کارتوش و غیره که طبق قوانین مقرر مرده‌اید، برای همیشه در دست راست من بنشینید و در امپراتوری و سعادت من شریک باشید. شما با وحشت از این کلمات عقب‌نشینی می‌کنید. و بعد از این‌که آن‌ها از من فرار کردند، دیگر چیزی برای گفتن با شما ندارم.»
انتشار و استقبال
ولتر رساله را در ۲ ژانویه ۱۷۶۳ به پایان رساند و در آوریل ۱۷۶۳، توسط برادران کرامر در ژنو چاپ شد. پس از این‌که نسخه‌هایی برای دریافت‌کنندگان منتخب، از جمله مادام دو پمپادور، وزرای شورای خصوصی فرانسه، فردریش کبیر، و برخی از شاه‌زادگان آلمانی توزیع شد، در اکتبر ۱۷۶۳ شروع به توزیع عمومی کرد و به‌دنبال آن، به سرعت ممنوع شد. اما این کتاب هم‌چنان راه خود را برای عموم باز کرد و در پاریس و در سراسر اروپا بسیار محبوب شد.
در ژانویه ۲۰۱۵، پس از تیراندازی در دفتر شارلی ابدو، گزارش شد که رساله مدارا بیش از ۲۵۰ سال پس از اولین انتشار، به پرفروش‌ترین کتاب در فرانسه تبدیل شده‌است.